# Hrvatsko domoljublje
Hrvatsko domoljublje ili hrvatski patriotizam (iz starogrčkog : πατρίς; patris, otac; lat. patria, domovina) označava poseban oblik emocionalne privrženost hrvatskom narodu, sa vrlo različitim i specifičnim shvatanjem karakteristika ili aspekta naroda, kao što je jezik, kultura, politika, istorija, religija ili sport. U Hrvatskoj patriotizam je postao specifičan jer često poprima neuvažavanje vrednosti opšteljudskog bratstva i suživota sa hrišćanima, koje je vekovima formiralo čovečanstvo. Hrvatsko domoljublje posle događaja iz 1990-tih godina često je sa primesama nacionalizma, smešanog sa patriotizmom, koji je ponekad umesto u prvom u drugom planu. Hrvatsko društvo zbog domoljublja već nekoliko decenija podeljeno zbog toga što se neki inače vrlo jasni pojmovi u savremenom svetu, u Hrvatskoj stalno tumače na različite načine, ili zbog činjenuce da je Hrvatska i dalje razapeta izmedu antifašizma i revizionizma.
Transformaciju karaktera hrvatskog patriotiza iskazanog kroz domoljublje treba tražiti ne u nekoj iznenadnoj promeni prirode hrvatskog nacionalnog identiteta, jer je to skoro nemoguće, u nekom sasvim novom shvatanju nacije, već u stabilizaciji unutrašnjih prilika i regionalnih odnosa, pre svega na Balkanu.

## Definicija
U rečniku hrvatskog jezika stoji: Domoljublje je pojam koji označava ljubav prema domovini
Iza ove definicije nalaze se pozitivna karakteristika domoljublja jer ono po svojoj suštini nema nameru diskriminacije drugih grupa niti podrazumeva delovanje na uštrb drugih. Čak suprotno, jer je često delovanje za dobrobit sopstvenog naroda ujedno i indirektno pomaganje drugim grupama u istoj domovini, jer kroz razvoj svakog društva, istorija je pokazala još od Darvinove evolucije pa sve do današnjih dana, značaj domoljublja i njegovu zavisnosti od stupanja u interakcije, udruživanja i saradnju sa drugima.

## Opšta razmatranja
Za svakoga Hrvata domoljublje je nešto drugo, od navedene definicije i može da značiti 
- po jednima da živimo u domovini, da ju volimo i da se trudimo da nam svima bude dobro',
- dok drugi misle da domoljublje znači Voliti svoju domovinu i svoj grad.
- dok oni ekstremni (agresivni nacionalisti) domoljublje shvataju kao širenje mržnje prema Srbima, gejevima, ismijavanje Slovenaca, deljenje BiH i slično.[1]

Međutim većina trezvenih analitičara u Hrvatskoj smatra da budućnost Hrvatske, između ostalog, zavisi i od redefinisanjd domoljublja. Jer je ono u Hrvatskoj toliko banalizovano 
...da konstantno treba neprijatelje koje će okriviti za sve nedaće. Neprijatelj je, u ovoj situaciji, onaj tko upre prst u pogrešnog; bilo da se radi o zagađenom moru ili Thompsonu...čija je karijera koreografija na koncertima jako indikativna, jer se da primetiti da Tompson igra na kartu tzv. „domoljublja” inspirasanog mračnom prošlošću Hrvatske.

Kada se patriotizam kao lepa osobna, vrlina i vrednost pretvaraju u svoju izopačenu suprotnost: 
uskogrudni nacionalizam iskazan hrvatskim domoljubljem, postaje vječno tinjalište mržnje i klijalište strasti koje se lako prodaju, a profit vještih trgovaca na kraju se uvijek plaća mrtvim glavama.

## Izvrtanje domoljublja
O izvrtanju istinskog domoljublja, najbolje govore, brojni primeri iz hrvatske i evropske istorije 19. i 20. veka. 

Pa tako Rudolf Horvat (1906) ovako ocenjuje hrvatsko domoljublje 
"Sve ovo pokazuje, da je hrvatska svijest kod naše gospode duboko pala. Oni doduše još imaju ljubavi prema domovini; ali pod domovinom razumijevaju samo ono zemljište, koje im omogućuje, da lagodno živu. Staleška im tjesnogrudnost ne dopušta, da spoznaju i drugu — pravu — domovinu: živi narod hrvatski! To se dade definirati ovako: Hrvatsko plemstvo g. 1830. osjeća domoljublje (patriotizam), ali ne pozna rodoljublja (nacionalizam), čega već imade na pretek u Magjara. Istinit rodoljub može biti samo onaj, tko ljubi čitav svoj narod bez razlike staleža. Ove ljubavi ne poznavahu tadašnji hrv. plemići, koji kmetove — dakle ogromnu većinu hrv. naroda — drže smećem!" 

Dok profesor istorije Tvrtko Jakovina smatra,
...kako je domoljublje u hrvatskoj dijelom prigodničarsko. Zastava himna grb, samo su neki od službenih detalja kojima se dočarava domoljublje.
Radikalizirajući domoljublje, posle ratova iz 1990-tih mnogi danas u Hrvatskoj upadaju u nacionalizam, i da iskažu svoje domoljublje koristiti i danas pozdrav „Za dom spremni”! kojim vrše rehabilitaciju ustaškog pozdrava i vređaju druge narode u svom okruženju, iako je [[papa]], dolazeći u posetu Hrvatskoj 2011. godine, jasno osudio NDH kao Hitlerovu saveznicu koja je prevarila Hrvate i njihovu težnju za nezavisnošću. 
Težeći za slobodom, za koju su pojedini Hrvati smatrali sputanom više decenija u bivšoj Kraljevini Jugoslaviji a patom i SFR Jugoslavij, personalna sloboda građana i hrvatskih vernika, kroz specifično domoljublje poprima nacionalizam. I tako se danas ponovno u Hrvatskoj stvara kolektivizam u kome se pojedincu daje iluzija sigurnog utočišta, koje u domoljublju ispoljava nacionalizam koji ponižava osobu, a religiju politizira i retradicionalizira.
Dojče Vele u svom članku o Hrvatskom domoljublju navodi:
Domoljublje je u Hrvatskoj kompromitiran pojam, uprljan kriminalom onih koji su se kleli u njega, borbom za partikularne interese protivne dobrobiti društva i širenjem ideja dijela desnice koja ovaj osvojeni pojam uskraćuje svojim političkim protivnicima. Hrvatsko domoljublje trenutno ne spaja građane, veći ih razjedinjuje i isključuje. Uostalom, oni koji su isključeni iz njega, takvog ga i ne žele.

Prema mišljenju monsinjoar Mate Uzinića suživotu u istoj domovini (Hrvatskoj), pa i hrvatsko domoljublje mora se zasnivati na pretpostavci da suživot mora biti zasnovan na dijalogu koji ne sme imati cilj pobedu nad onim drugim, i navodi... 
Mrzimo se, ako se tako može reći, iako bih radije rekao da se nedovoljno volimo, jer istoriju drugih čitamo iz vlastite perspektive što znači često površno i pristrano. I nismo spremni izaći u pokušaju da bismo shvatili stavove drugih i tako uvideli da u istoriji nisu grešili samo drugi".
,